# Oplonaeschna armata
Oplonaeschna armata är en trollsländeart som först beskrevs av Hagen 1861.  Oplonaeschna armata ingår i släktet Oplonaeschna och familjen mosaiktrollsländor. Inga underarter finns listade i Catalogue of Life.